# 下平尾勲
下平尾勲（しもひらお いさお、1938年3月10日 - 2007年8月9日）は、日本の経営学・経済学者。
大阪府池田市生まれ。1963年大阪市立大学経済学部卒、1968年同大学院経済学研究博士課程単位取得。2000年「信用制度の経済学」で商学博士（大阪市立大学）。佐賀大学助教授、福島大学経済学部助教授、教授、2003年定年退官し、名誉教授となり、福島学院大学学長を務めた。地域経済が専門。

## 著書
- 『経済成長と地場産業 最近の有田焼の経済構造分析』新評論 1973
- 『貨幣と信用 形態論研究』新評論 1974
- 『現代伝統産業の研究 最近の有田焼の経済構造分析』新評論 1978
- 『信用と景気循環』新評論 1978
- 『現代地場産業論』新評論 1986
- 『円高と金融自由化の経済学』新評論 1988
- 『産業おこしとまちづくり』八朔社 1989
- 『地域振興と地場産業』八朔社 1993
- 『地域づくり発想と政策 21世紀の地域論』新評論 1995
- 『地場産業 地域からみた戦後日本経済分析』新評論 1996
- 『現代地域論 地域振興の視点から』八朔社 1998
- 『信用制度の経済学』新評論 1999
- 『構造改革下の地域振興 まちおこしと地場産業』藤原書店 2001
- 『地元学のすすめ 地域再生の王道は足元にあり』新評論 2006

### 共編著・監修
- 『講座資本論の研究 第4巻 資本論の分析 3』編　青木書店 1980
- 『共生と連携の地域創造 企業は地域で何ができるか』編著 八朔社 1995
- 『社会科学と人文学の諸問題』藤本義昭、森脇龍共編 新東洋出版社 1995
- 『産品開発マニュアル ふくしま』監修 物産プラザふくしま 2000
- 『地域からの風 ビジネス・情報・デザイン』編著 八朔社 福島学院大学開学シリーズ 2003
- 『地域産業の再生と雇用・人材』伊東維年,柳井雅也共編著 日本評論社 2006
- 『あすの地域論 「自治と人権の地域づくり」のために』清水修二,小山良太共編著 八朔社 2008
- 『地産地消 豊かで活力のある地域経済への道標』伊東維年,柳井雅也共著 日本評論社 2009
- 『現代の地域産業振興策 地域産業活性化への類型分析』伊東維年,田中利彦,出家健治,柳井雅也共著 ミネルヴァ書房 Minerva現代経済学叢書 2011

### 記念論集
- 『現代の金融と地域経済 下平尾勲退官記念論集』編著 新評論 2003

## 論文
- ＜下平尾勲